# ポゼスト

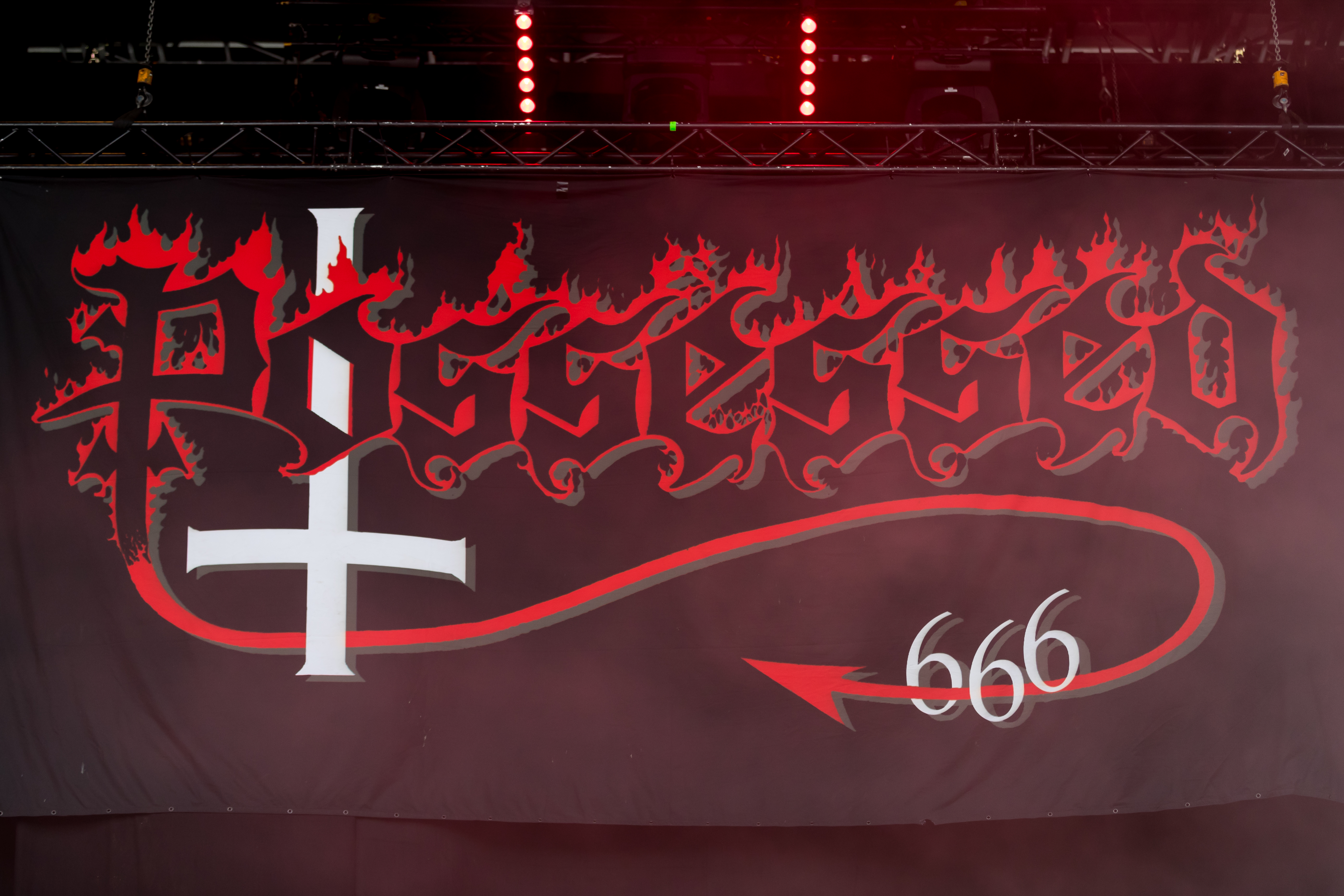
バンド ロゴ

ポゼスト(Possessed)は、アメリカ合衆国出身のスラッシュメタル・バンド。
サンフランシスコ産スラッシュメタル「ベイエリア・スラッシュ」を代表するバンドの一つで、デスメタルの過渡期における先駆者として知られる。1990年代に解散したが、2007年より活動を再開。

## 略歴
- 1985年、コンバットレコードより1stアルバム『Seven Churches』でデビュー。当時、メンバーは高校生で、授業があるのでツアーには出られなかったという逸話がある。
- 1986年、2ndアルバム『Beyond the Gates』を発表。
- 1987年、ミニアルバム『The Eyes of Horror』を発表後、解散。
- 1990年に再始動するが、3年余りで再び解散した。
- 2007年、ジェフ・ベセーラ(Vo)を中心として、14年ぶりに再結成を果たす。
- 2008年、北米や欧州でツアーを開始。
- 2019年、33年ぶりの3rdアルバム『Revelations of Oblivion』をリリース[2]。

## 備考・補足
セルティック・フロスト、マスターなどと共に、後のデスメタルに大きな影響を与えたバンドである。テクニカルで複雑な曲展開や悪魔的な歌詞は後に「デスメタル」と呼ばれ、同ジャンルの原点になった。なお、ポゼストの1stアルバムには、「Death Metal」というタイトルの曲が収録されている。
ラリーとマイクのギターコンビは、ジョー・サトリアーニの弟子としても知られている。その縁で、ジョーはミニアルバム『THE EYES OF HORROR』のプロデュースを手掛けた。

## メンバー
- ジェフ・ベセーラ Jeff Becerra - ボーカル/ベース (1983–1987, 2007– )

バンド解散後、拳銃の暴発事故により一時期下半身不随状態に陥るものの、車椅子で復帰し「SIDE EFFECT」などで活動。
- ダニエル・ゴンザレス Daniel Gonzalez – guitar (2011– )
- クラウディウス・クリーマー Claudeous Creamer - guitar (2016– )
- ロバート・カーデナス Robert Cardenas – bass (2012–)
- エミリオ・マルケス Emilio Márquez – drums (2007– )

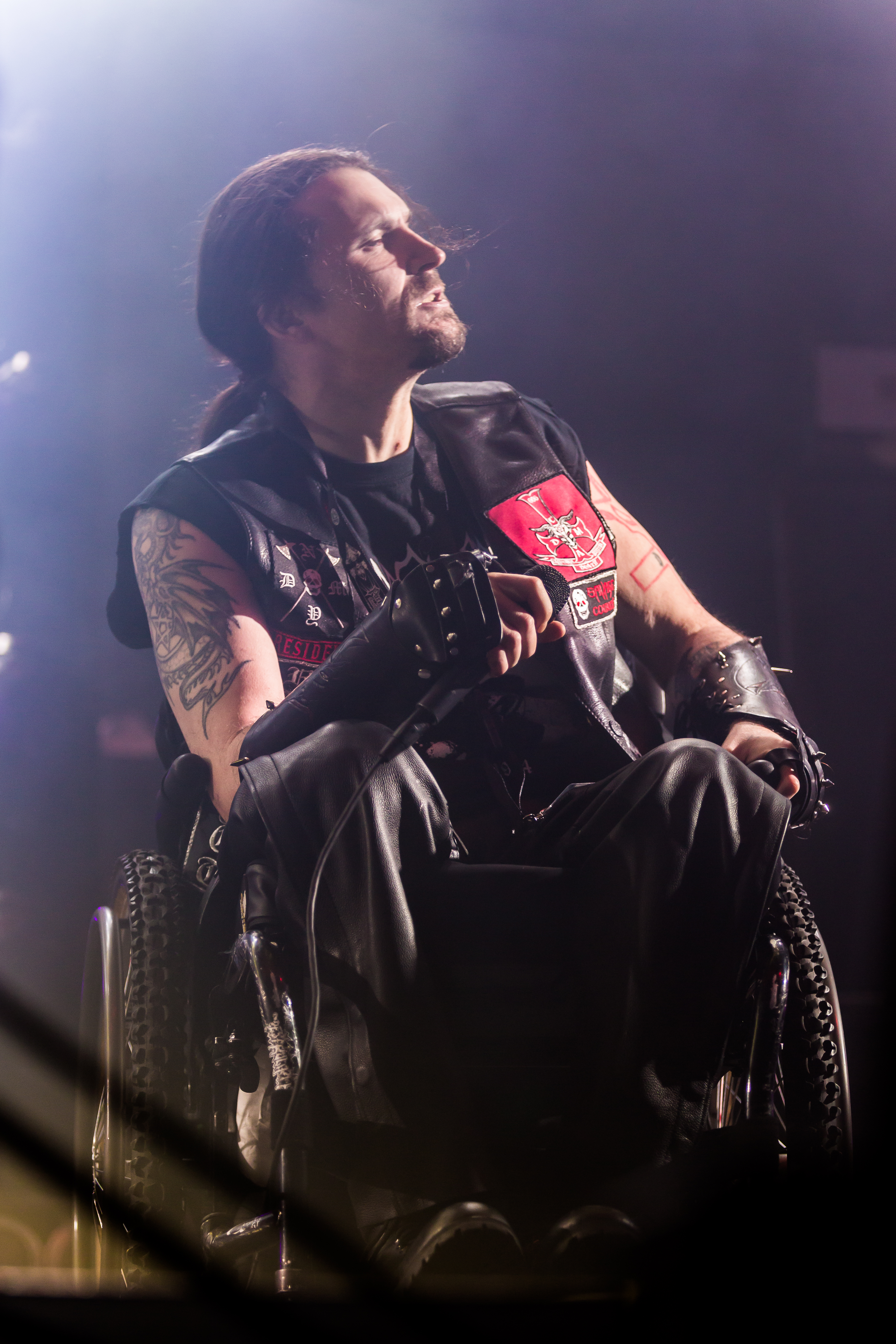
ジェフ・ベセーラ(Vo) 2017年
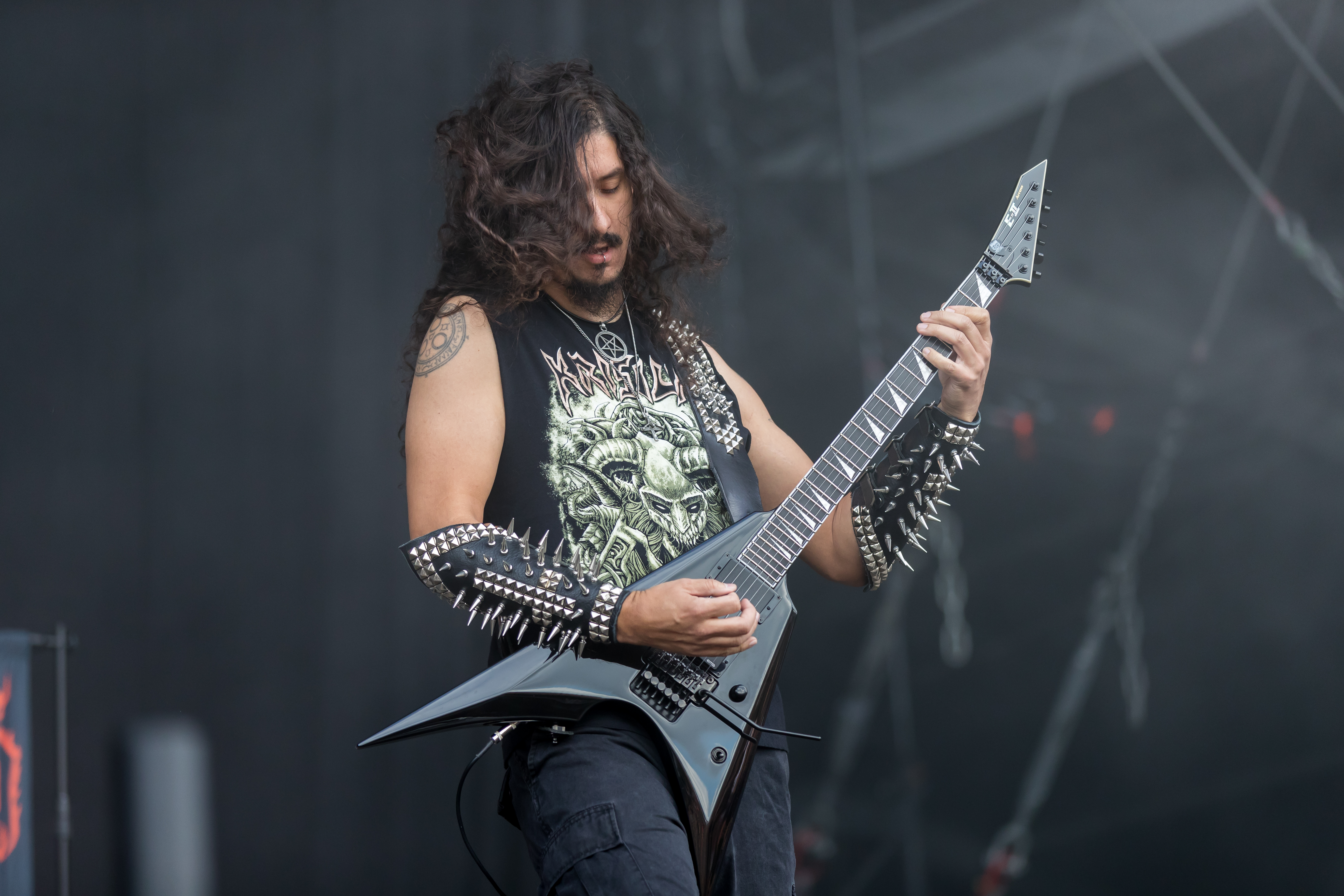
ダニエル・ゴンザレス(G) 2017年
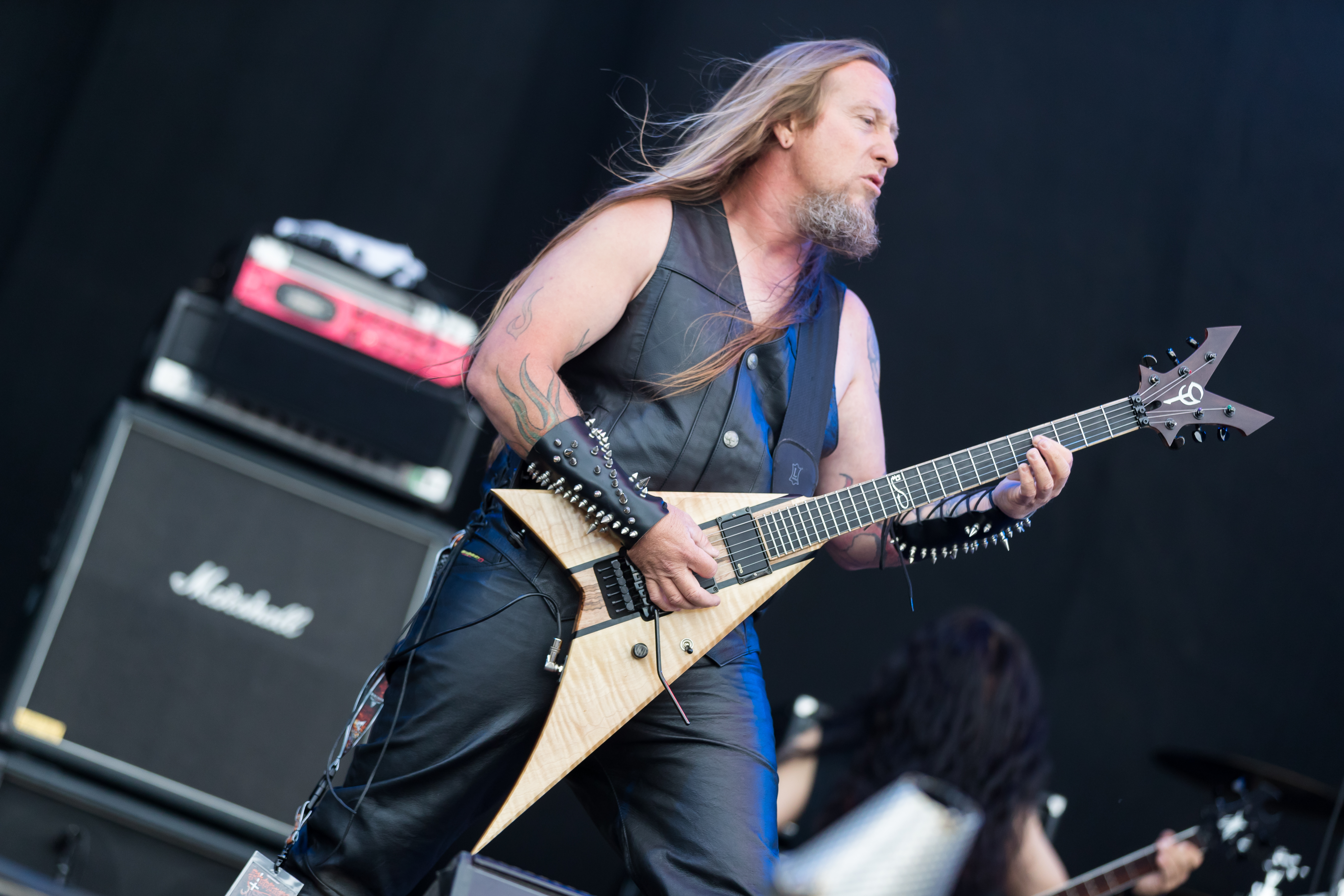
クラウディウス・クリーマー(G) 2017年
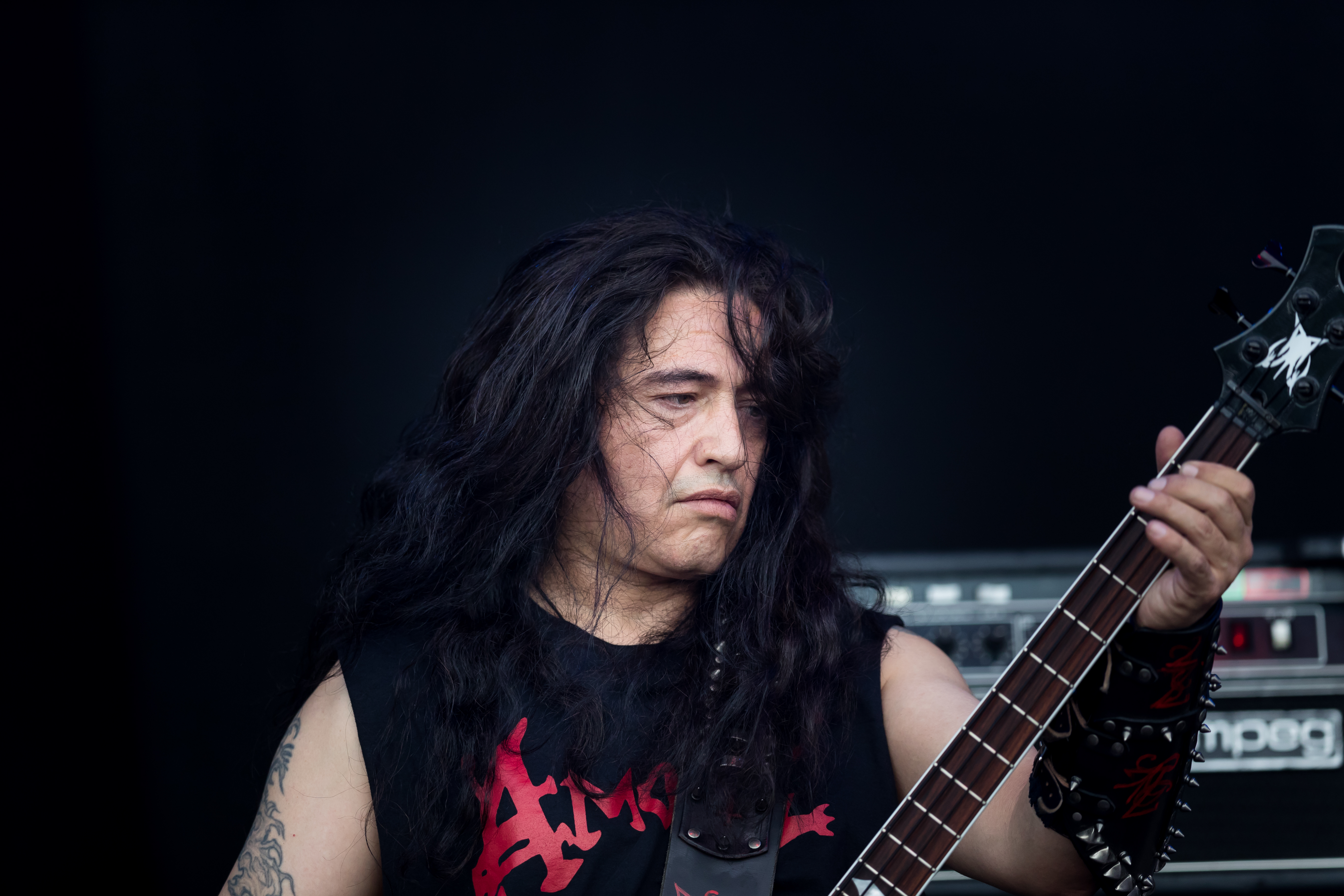
ロバート・カーデナス(B) 2017年
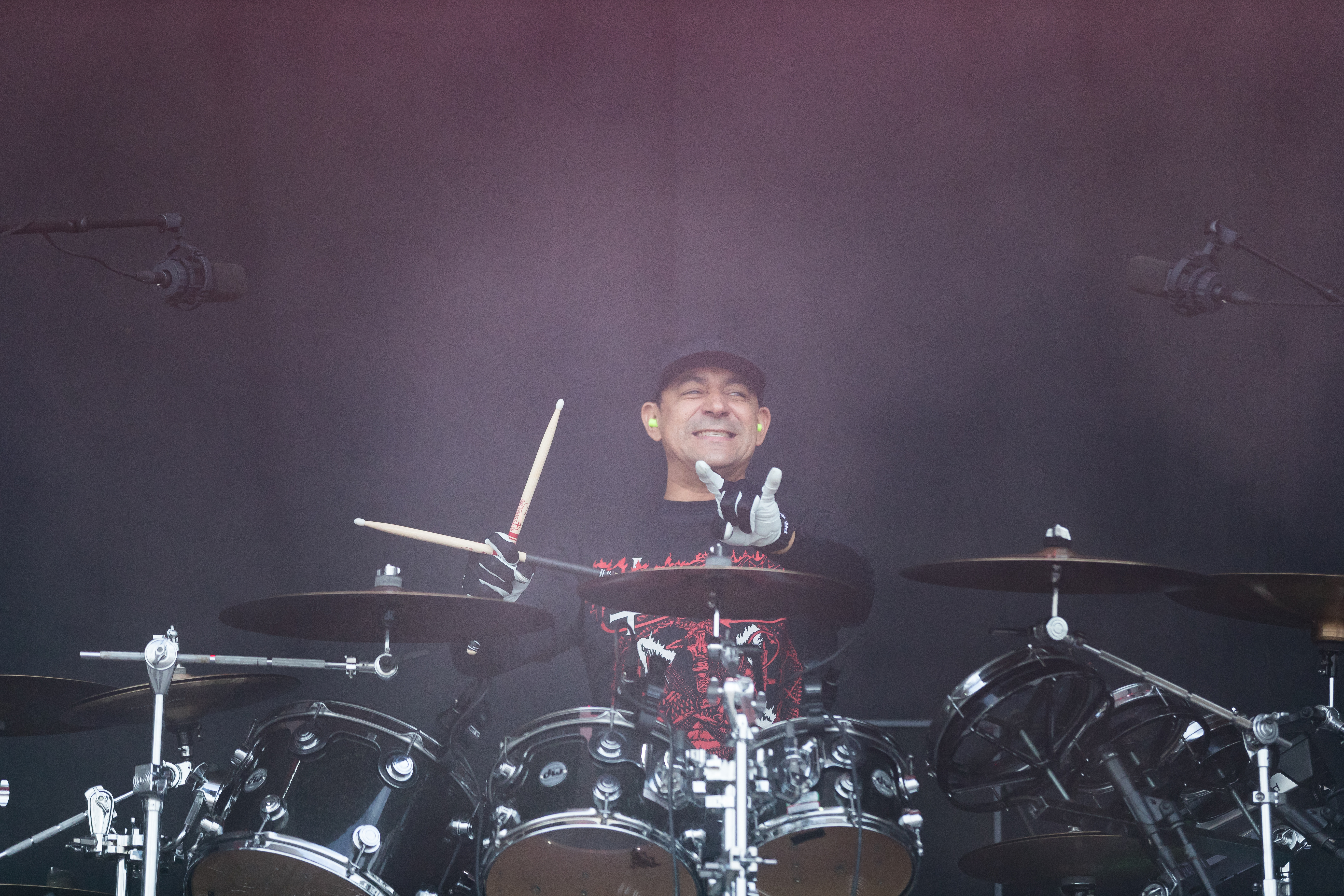
エミリオ・マルケス(Ds) 2017年

### 旧メンバー
- バリー・フィスク Barry Fisk – vocals (1983) RIP.1983
- ブライアン・モンタナ Brian Montana – guitar (1983–1984)
- マイク・スース Mike Sus – drums (1983–1987)
- マイク・トラオ Mike Torrao – guitar (1983–1987, 1990–1993), vocals (1990–1993)
- ラリー・ラロンデ Larry LaLonde – guitar (1984–1987)

のちにプライマスのギタリストとして活躍。
- デュアン・コンレイ Duane Connley – guitar (1990)
- デイヴ・アレックス・カウチ Dave Alex Couch – guitar (1990)
- コリン・カーマイケル Colin Carmichael – drums (1990)
- クリス・ストール Chris Stolle – drums (1990)
- ボブ・ヨースト Bob Yost – bass (1990–1992) RIP.2010
- マーク・ストラスバーグ Mark Strausburg – guitar (1991–1993)
- ウォルター・ライアン Walter Ryan – drums (1991–1993)
- マイク・ホルマン Mike Hollman – guitar (1993)
- ポール・ペリー Paul Perry – bass (1991-1993)
- アーネスト・ブエノ Ernesto Bueno – guitar (2007–2010)
- リック・コルテス Rick Cortez – guitar (2007–2010)
- ベイ・コルテス Bay Cortez – bass (2007–2010)
- ヴァニク・ヴァータニアン Vanik Vartanian – drums (2008–2009)
- トニー・カンプス Tony Campos – bass guitar (2011–2012)
- ケリー・マクロシュリン Kelly Mclauchlin – guitar (2011–2013)
- マイク・パーディ Mike Pardi - guitar (2013–2016)

## ディスコグラフィ

### アルバム
- 1985年　Seven Churches
- 1986年　Beyond the Gates
- 2019年　Revelations of Oblivion

### ミニアルバム
- 1987年　The Eyes of Horror

### ライブアルバム
- 2004年　Agony in Paradise

### コンピレーション
- 1993年　Victims Of Death
- 2003年　Resurrection
- 2006年　Ashes from Hell

### デモ
- 1984年　Death Metal
- 1991年　1991 Demo
- 1993年　1993 Demo